# Ракетен крайцер тип DLGN
Ракетен крайцер тип DLGN (на английски: Typhon Frigate (DLGN)) е проект за атомен ракетен крайцер на ВМС на САЩ, разработен през 1960-те години. В съответствие с тогавашната класификация във ВМС на САЩ се води атомна фрегата (или атомен ракетен лидер (Destroyer Leader Guided Nuclear). Проектът се разработва специално за перспективната бойна информационно-управляваща система „Тифон“, която трябва да замени състоящите на въоръжение ЗРК от серията 3-Т – „Тартар“, „Териер“ и „Талос“. Разработката на „Тифон“ се сблъсква с големи трудности, вследствие на което е прекратена в края на 1963 г. с решение на министърът на отбраната на САЩ Робърт Макнамара. Разработките по проекта впоследствие са използвани при разработката на проекта CSGN.

## Проектиране
Проектът е формиран около БИУС „Тифон“, ключов елемент в която е РЛС AN/SPG-59 с фазирана антенна решетка. Системата се отличава със солидни размери и се нуждае от значително електрозахранване, което принуждава разработчикът да създаде за нея корабна платформа със солидни размери. Положението се усложнява от курса, взет от Р. Макнамара, към оптимизация на отбранителните разходи на САЩ по критерия стойност/ефективност. Разработени са цяла поредица проекти с различни размери, като всички те имат ядрена силова установка.
Проект H:
- Дължина – 205,7 м;
- Ширина – 22,55 м;
- Газене – 9,14 м;
- Водоизместимост – 16 100 т;
- Скорост – 30 възела;
- Ракетно въоръжение – 1×2 – „Тифон“ LR (60 ракети, включая ASROC), 3×2 – „Тифон“ MR (120 ракети);
- Артилерия – 2×2 Mark 38;
- Авиогрупа – 1 вертолет „Сий Спрайт“ или 3 безпилотни апарата DASH;
- Екипаж – 1040 души.

Проект SBC 227:
- Дължина – 182,9 м;
- Ширина – 18,9 м;
- Газене – 6,25 м;
- Водоизместимост – 10 900 т;
- Скорост – 30,25 възела;
- Ракетно въоръжение – 1×2 – „Тифон“ LR (60 ракети, включая ASROC), 2×2 – „Тифон“ MR (80 ракети);
- Артилерия – 1×2 Mark 38;
- Авиогрупа – 1 вертолет „Сий Спрайт“ или 3 безпилотни апарата DASH;
- Екипаж – 601 души.

Проект F:
- Дължина – 176,8 м;
- Ширина – 18,6 м;
- Газене – 9,14 м;
- Водоизместимост – 9700 т;
- Скорост – 28 възела;
- Ракетно въоръжение – 1×2 – „Тифон“ LR (60 ракети, включая ASROC), 2×2 – „Тифон“ MR (80 ракети);
- Артилерия – 2×2 Mark 38;
- Авиогрупа – 1 вертолет „Сий Спрайт“ или 3 безпилотни апарата DASH;
- Екипаж – 518 души.

През 1963 г. е подготвен последният проект – SCB 240,65. Обаче неговата висока стойност в съчетание с проблемите при разработката и изпитанията на БИУС „Тифон“ водят до окончателното закриване на програмата.

## Коментари
1. ↑  Буквите показват принадлежността към определен класː ВВ – линкор, СС, CL, СА – съответно линеен, лек или тежък крайцер, CV – самолетоносач, DD – разрушител, SS – подводница и т.н.